# Passo di Fédaia
Passo di Fédaia (ladină:Jouf de Fedaa) este o trecătoare situată la altitudinea de 2057 m deasupra n.m. în masivul Dolomiților. Ea face legătură între comuna Canazei din Val di Fassa, provincia Trento și locul de schi Malga Ciapela de la poalele lui Marmolata. Șoseaua are ca. 5–7 m lățime și panta maximă atinge 16%, ea ajunge din Valea Fassa prin câteva tunele peste Alba di Penia, la versantul sudic a lui Marmolata. Șoseaua trece pe lângă lacul de acumulare Passo di Fédaia, pe malul estic al lacului sunt piste de schi. Trecătoarea este deschisă și în unele perioade de timp și iarna.